# Elizabeth Gutiérrez
Elizabeth Gutiérrez Nevárez (Los Angeles, 1º aprile 1979) è un'attrice statunitense, di origini messicane.
Tra le principali opere audiovisive in cui ha interpretato il ruolo da protagonista, vi sono le telenovelas El Rostro de Analía El fantasma de Elena.
Dal 2003 al 2022 ha avuto una relazione con l'attore William Levy.

## Filmografia parziale
- El Rostro de Analía (2008-2009)
- El fantasma de Elena (2010–2011)